# Кислород
Кислородът (на гръцки: ὀξύς (oxys) – киселина, и -γενής (-genēs) – създател, причинител) е химичен елемент с атомен номер 8 и моларна маса 15,99 u, плътност 1,43 g/l и разтворимост във вода 100:3,1. Той е безцветен газ, без мирис и вкус, с температура на топене −218,4 °C и температура на кипене −182,9 °C. Означава се с буквата O. Съществува в две алотропни модификации – кислород и озон. Той е най-разпространеният на Земята елемент.
Кислородът е от изключително значение за живата природа. Елементът влиза в състава на много органични вещества и се намира във всички живи клетки. По брой на атомите в живите клетки кислородът заема около 25 %, а по маса – около 65 %. Всички основни класове структурни молекули в живите организми като протеини, въглехидрати и мазнини, съдържат кислород. Кислород съдържат и много неорганични съединения, които са съставна част от черупки, зъби и кости. Кислородът се произвежда от цианобактерии, водорасли и растения по време на фотосинтезата и участва в клетъчното дишане при сложните организми. Поддържа горенето. Кислородът е с токсични свойства за анаеробните организми, които са преобладаващи в началото на съществуването на Земята. Започва да се натрупва в атмосферата преди около 2,5 милиарда години.
Озонът спомага за защита на биосферата от ултравиолетовото лъчение посредством озоновия слой, намиращ се високо в атмосферата, но представлява замърсител в ниската атмосфера.

## Наличие в природата
В твърдата част на земната кора масата на кислорода е 47,4% (в състава на различни съединения, основно карбонати и силикати на желязото, калция и алуминия). Морската и прясна вода съдържат огромно количество свързан кислород – 88,8% (по маса). Повече от 60% от масата на човешкото тяло е от кислород.
| Z  | Елемент  | Дял от масата, 1/1 000 000 | Дял от масата, 1/1 000 000           |                                      |
| -- | -------- | -------------------------- | ------------------------------------ | ------------------------------------ |
| 1  | Водород  | 739000                     | 71 × масата на кислорода (в червено) | 71 × масата на кислорода (в червено) |
| 2  | Хелий    | 240000                     | 23 × масата на кислорода (в червено) | 23 × масата на кислорода (в червено) |
| 8  | Кислород | 10400                      | 10400                                |                                      |
| 6  | Въглерод | 4600                       | 4600                                 |                                      |
| 10 | Неон     | 1340                       | 1340                                 |                                      |
| 26 | Желязо   | 1090                       | 1090                                 |                                      |
| 7  | Азот     | 960                        | 960                                  |                                      |
| 14 | Силиций  | 650                        | 650                                  |                                      |
| 12 | Магнезий | 580                        | 580                                  |                                      |
| 16 | Сяра     | 440                        | 440                                  |                                      |

Кислородът е най-изобилният по маса химичен елемент в земната биосфера, въздух, океан и суша. Той е и третият най-изобилен елемент във Вселената, след водорода и хелия. Около 0,9% от масата на Слънцето е кислород, на него се падат и 49,2% от масата на земната кора и 88,8% от масата на Световния океан. Кислородният газ е вторият по количество компонент на земната атмосфера с 20,8% от обема и 23,1% от нейната маса. Земята е нетипична сред планетите от Слънчевата система, които имат значително по-малко кислороден газ в атмосферата си – 0,1% по обем на Марс и значително по-малко на Венера. Чистият кислород около тези планети се получава само в резултат на ултравиолетовите лъчи, разбиващи съдържащи кислород съединения, като въглероден диоксид.
Необичайно високата концентрация на кислороден газ на Земята е резултат от кръговрата на кислорода. Този биогеохимичен цикъл описва движението на кислорода във и между неговите три основни резервоара на Земята – атмосферата, биосферата и литосферата. Основен задвижващ фактор на кръговрата на кислорода е фотосинтезата, на която се дължи съвременния състав на земната атмосфера. Фотосинтезата отделя кислород в атмосферата, докато дишането и разпадът го отстраняват. При съвременното равновесно състояние производството и разходът имат еднаква интензивност от около 1/2000 от общото количество атмосферен кислород за година.
Свободен кислород се среща и разтворен във водните басейни. По-голямата разтворимост на O2 при ниски температури има голямо значение за живота в океаните, като полярните морета дават възможност за по-голяма плътност на живота, поради по-високото съдържание на кислород във водата. Замърсяването на водата с хранителни вещества, като нитрати или фосфати може да стимулира растежа на водорасли – процесът на еутрофикация – а разлагането на тези организми и други биологични материали може да намали концентрацията на O2 в еутрофичните водни басейни. Тази страна на качеството на водата се оценява чрез количеството O2, необходимо за възстановяване на нормалната концентрация.

## Откриване
От дълбока древност е било известно на хората, че за горенето и дишането е необходим въздух, но самият процес е бил неразбираем и неизвестен.
Тези процеси отдавна привличат вниманието на учените. Първото указание за това, че не целият въздух, а само „активната“ негова част поддържа горенето, е открито в китайски ръкописи от VIII век. Много по-късно Леонардо да Винчи (1452 – 1519) разглежда въздуха като смес от два газа, липсата на единия от които прекратява горенето и дишането.
През XVII век Роберт Бойл и Джон Майов независимо един от друг изказват мисълта, че във въздуха се съдържа някаква субстанция, която поддържа горенето и играе важна роля в дишането. Тази тяхна мисъл е незабелязана дълго време, тъй като тогава горенето се разглеждало като разпадане и изменение в структурата, а не като процес на съединяване на част от горящото тяло с част от въздуха.
Окончателното откриване на главните съставки на въздуха – азот и кислород, става през XVIII век. Кислород получават почти едновременно Карл Вилхелм Шееле (1742 – 1786) през 1773 г. и Джоузеф Пристли (1733 – 1804) през 1774 г. През 1772 г. Д. Ръдърфорд открива азота. Името на химичния елемент дава Антоан Лавоазие през 1779 г.

## Физични свойства
При стандартни температура и налягане кислородът в безцветен газ без миризма и без вкус с молекулна формула O2, като в молекулата му два кислородни атома са химически свързани един с друг чрез електронна конфигурация в триплетно състояние. Тази връзка е от втори ред и често се описва опростено като двойна връзка или като съчетание от една двуелектронна и две триелектронни връзки.
Водата в равновесие с въздуха съдържа приблизително 1 молекула разтворен O2 на всеки 2 молекули N2 в сравнение с атмосферното съотношение от приблизително 1:4. Разтворимостта на кислорода във вода зависи от температурата, като при 0 °C се разтваря към два пъти повече, отколкото при 20 °C – съответно 14,6 mg·L−1 срещу 7,6 mg·L−1. При температура 25 °C и налягане 1 атмосфера несолената вода съдържа около 6,04 mL кислород на литър, а морската вода – около 4,95 mL на литър.
При охлаждане до −183 °C кислородът се превръща в прозрачна синкава течност, която при −218,7 °C образува сини кристали. Плътността на газообразния кислород е 1,42897 g/l.
Кислородът кондензира при 90,20 K (−182,95 °C) и замръзва при 54,36 K (−218,79 °C). Както течният, така и твърдият O2 са прозрачни вещества с лек небесносин оттенък, дължащ се на абсорбирането на червеното. Течен кислород с висока чистота обикновено се получава чрез фракционна дестилация на втечнен въздух. Той е силно реактивно вещество и трябва да се отделя от горими материали.
Триплетният кислород е основно състояние на молекулата на O2. Електронната конфигурация на молекулата включва два несдвоени електрона, заемащи две изродени молекулни орбитали. Тези орбитали се класифицират като антисвързващи (отслабващи реда на връзката от трети на втори), така че химичната връзка в двуатомния кислород е по-слаба от тройната връзка в двуатомния азот, при която всички свързващи молекулни орбитали са запълнени, а някои антисвързващи не са.
В нормална триплетна форма молекулите на O2 са парамагнитни – стават магнитни в присъствие на магнитно поле, заради спиновите магнитни моменти на несдвоените електрони в молекулата и отрицателната обменна енергия между съседните молекули O2. Течният кислород се привлича от магнити до такава степен, че при лабораторни демонстрации може да се оформи мост от течен кислород, при който собственото му тегло се поддържа между полюсите на силен магнит. Парамагнетизмът на кислорода може да се използва аналитично в газови анализатори, с които се определя чистотата на кислороден газ.
Синглетният кислород е високоенергийно състояние на молекулния O2, в което всички електронни спинове са сдвоени. Той реагира много по-лесно с обикновените органични съединения. В природата обикновено се образува от вода в процеса на фотосинтеза, използващ енергия от слънчевата светлина. Формира се и в тропосферата чрез фотолиза на озон от късовълнова светлина, както и в имунната система на организмите като източник на активен кислород. Каротеноидите във фотосинтезиращите организми, а може би също и в животните, играят важна роля за поглъщането на енергия от синглетния кислород и преобразуването му до основно състояние преди да може да причини щети на тъканите.

### Алотропни форми
Най-разпространената алотропна форма на кислорода е дикислородът O2. Той има енергия на свързване 498 kJ·mol−1 и дължина на връзката 121 pm. Това е формата, използвана при сложните форми на живот, като животните, в процеса на клетъчно дишане, както и основната форма на кислорода в земната атмосфера. Дикислородът е единственият магнитен газ, тъй като два p-електрона нямат противоположни спинове. Това се наблюдава при течен и твърд дикислород.
Трикислородът O3, обикновено наричан озон, е силно реактивна алотропна форма на кислорода, нанасяща поражения на тъканта на белите дробове. Озон се образува във високите слоеве на атмосферата, когато дикислород се свързва с атомен кислород, получен от разлагането на дикислород от ултравиолетовите лъчи. Тъй като озонът поглъща силно лъчи в ултравиолетовия спектър, озоновият слой в горната атмосфера действа като защитен радиационен щит за планетата. В същото време озонът в близост до земната повърхност е замърсител, образуван като страничен продукт в изгорелите газове на автомобилите.
Метастабилната молекула тетракислород O4 е открита през 2001 година, когато се смята, че тя съществува в една от шестте фази на твърдия кислород. През 2006 година е доказано, че тази фаза, получена чрез поставяне на O2 под налягане от 20 GPa, в действителност е триклинносингонален клъстер на O8. Предполага се, че този клъстер може би е много по-силен оксидант от O2 и O3 и може да бъде използван в ракетното гориво.
През 1990 година е открита метална фаза на кислорода като твърд кислород е подложен на налягане над 96 GPa. През 1998 година е установено, че при много ниска температура тази фаза става свръхпроводима.

### Изотопи и произход
В природата се срещат три изотопа на кислорода – 16O, 17O и 18O, като 16O е най-често срещаният (99,762%).
Основната част от 16O е синтезирана в края на процеса на тройна хелиева реакция в масивните звезди, по-малка част – при процеса на неоново горене.17O се получава главно при изгарянето на водород до хелий при CNO-цикъла, поради което се среща често в зоните на изгаряне на водород в звездите. Повечето 18O е образуван, когато 14N, станал изобилен при CNO-горенето, улавя ядра на 4He, като този изотоп е изобилен в богатите на хелий зони на развитите масивни звезди.
Идентифицирани са четиринадесет радиоизотопа на кислорода, като най-стабилни между тях са 15O с период на полуразпад от 122,24 s и 14O с период на полуразпад 70,606 s. Останалите радиоизотопи имат период на полуразпад по-малък от 27 s, а повечето от тях – и по-малък от 83 ms. Най-честият начин на разпад на изотопите, по-леки от 16O, е β+ разпадът до азот, а за изотопите, по-тежки от 18O – бета разпадът до флуор.

## Химични свойства
Във всички свои съединения кислородът е в степен на окисление −2, защото е по-електроотрицателен от всички елементи, освен флуора (в пероксидите кислородът е от −1 степен на окисление).
Кислородът реагира спонтанно с много органични съединения под и при стайна температура.

## Съединения

### Оксиди
Съединенията на кислорода, оксидите, са много разнообразни по физични, термодинамични и химични свойства и трудно могат да се обхванат в единна класификация.
Йонна връзка се наблюдава при оксиди, на които енергията на кристалната решетка е достатъчно голяма, за да компенсира енергетичната загуба на йонизацията на кислородния атом. Такива са оксидите на алкалните, алкалоземните и някои преходни метали в нисша степен на окисление, които са основни оксиди. Кристалната структура на тези оксиди е предимно тип NaCl.
Ако даден оксид не реагира с вода, той обикновено се разтваря в киселини, като дава съответните соли.
Всички останали оксиди са предимно или изцяло с ковалентна връзка. Ковалентни оксиди с молекулна решетка са оксидите на неметалите, които при обикновени условия са газове, летливи течности и твърди тела. При взаимодействие с вода директно или индиректно тези оксиди дават киселини и се наричат киселинни оксиди. Киселинността на оксида се увеличава със степента на окисление на неметала. Някои са термодинамично нестабилни.
Малък брой оксиди не образуват киселини и основи, и са наречени неутрални оксиди – CO, N2O, NO.
Ковалентни оксиди с верижна структура – SiO2, Sb2O3, SeO2, HgO и др. и някои ковалентни оксиди със слоеста структура – As2O3, MoO3, Re2O7, Al2O3, са амфотерни оксиди.
Известни са и оксиди с нестехиометричен състав при преходните елементи.

## Биологична роля
Кислородът е от изключително важно значение за всички живи организми. Някои от неговите съединения са интегрална част от ежедневието. Най-важното му съединение е водата (H2O). Неправилното хранене, пушенето и замърсяването на въздуха са едни от основните причини човешкото тяло да не получава достатъчно кислород. Недостигът му води до умора, нарушаване на обмяната на веществата, преждевременно стареене и риск от сърдечно-съдови заболявания.
Кислородът участва в алкохоли, органични киселини, алдехиди, кетони, мазнини, въглехидрати, белтъци и други.

## Производство
Кислородът се получава лабораторно и в малки количества при термична дисоциация на някои оксиди и соли. В присъствието на MnO2, бертолетовата сол KClO3 се разлага при 100 – 150 °C:
{\displaystyle {\ce {2KClO_3 -> 2KCl + 3O_2}}}.
При тази реакция кислородът е онечистен – съдържа около 3% ClO2. Чист кислород се получава при електролиза на 30% KOH върху никелови електроди или при каталитично разлагане на 30% водороден пероксид върху платиново-никелово фолио. Много чист кислород се получава при термична дисоциация на предварително очистен KMnO4:
{\displaystyle {\ce {2KMnO4}}\xrightarrow {\mathrm {215~-~235~^{\circ }C} } {\ce {K2MnO4 + MnO2 + O2}}}.
Промишлено кислородът се получава от втечнен въздух.

## Употреба
Кислородът се използва в много химични производства – на HNO3, H2SO4, газифициране на въглища, водородна и ацетиленова горелка, окислител в органичния синтез и други. В металургията кислородът се използва при пържене на руди и производство на метали.
Смес от въглищен прах с течен кислород, поставена в картонен патрон, се използва като взривното вещество оксоликвит.
Кислородът в смес с хелий и азот (тримикс) се използва от водолазите за дишане под вода. Кислородни апарати се използват и от алпинистите при изкачване на високи върхове в планините. През 1990-те стават популярни кислородните барове, където срещу заплащане може да се диша обогатен с кислород въздух. Първият такъв бар е открит в Лас Вегас.